# Institut des Bundes für Qualitätssicherung im österreichischen Schulwesen
Das Institut des Bundes für Qualitätssicherung im österreichischen Schulwesen (IQS) ist eine dem österreichischen Bildungsministerium unterstellte Dienststelle. Die Errichtung des IQS wurde am 15. Mai 2019 im Nationalrat beschlossen (BGBl. I Nr. 50/2019). Das IQS ist Nachfolger des BIFIE und nahm am 1. Juli 2020 seinen Betrieb auf.

## Aufgaben
Das IQS dient der Unterstützung des Bildungsministeriums bei der evidenzbasierten Steuerung und Entwicklung des österreichischen Schulwesens (§ 1 IQS-Gesetz). Die Aufgaben des IQS erstrecken sich auf das gesamte Schulwesen einschließlich des Land- und Forstwirtschaftlichen Schulwesens, jedoch mit Ausnahme der Universitäten und der Fachhochschulen.
Als Kernaufgaben hat das IQS wahrzunehmen:
1. Mitwirkung am Bildungsmonitoring und an Maßnahmen der Qualitätssicherung;
2. Mitwirkung an der Qualitätsentwicklung im Schulsystem;
3. Durchführung von Analysen und Bereitstellung von Evidenzen für bildungspolitische Entscheidungen und für die Schulverwaltung;
4. Mitwirkung am nationalen Bildungscontrolling-Bericht, soweit es vom Bildungsministerium dazu herangezogen wird.

Nach § 4 des IQS-Gesetzes sind die Schulen, die Schüler und deren Erziehungsberechtigte zur Mitwirkung an den Erhebungen des IQS verpflichtet. Die Schüler nehmen an den Erhebungen und Leistungsmessungen während der Unterrichtszeit teil. Das IQS ist zur Zusammenarbeit mit Universitäten und anderen Forschungseinrichtungen verpflichtet.

## Organisation
Das IQS ist eine Bundesdienststelle und ist als solche dem Bildungsministerium unterstellt. Es gilt zugleich als wissenschaftliche Einrichtung. Als solche ist es berechtigt, im eigenen Namen Forschungsprojekte durchzuführen und Drittmittel einzuwerben.

### Leitung und Gliederung
Die Leitung des IQS obliegt einem Direktor, der nach Ausschreibung der Stelle vom Bildungsminister für 5 Jahre bestellt wird. Als Direktor fungiert aktuell Robert Klinglmair.
Das Institut ist in drei Abteilungen gegliedert, die ihrerseits in Referate gegliedert sind:
- Direktion
  - Direktionsbüro
  - Interne Revision und Compliance
  - Stabsstelle Kommunikation
  - Abteilung 1 Wissenschaftliche Produkte
    - Referat 1/1 Nationale Kompetenzmessungen und Qualitätsentwicklung
    - Referat 1/2 Internationale Studien
    - Referat 1/3 Fachdidaktik
    - Referat 1/4 Evaluation und  Begleitforschung

  - Abteilung 2 Wissenschaftliche Services und Forschungsunterstützung
    - Referat 2/1 Erhebungsmanagement und Distribution
    - Referat 2/2 Datenmanagement und Logistik
    - Referat 2/3 Psychometrie und Methoden
    - Referat 2/4 Forschungs- und  Projektservices

  - Abteilung 3 Verwaltung und IT
    - Referat 3/1 Verwaltung und Finanzen
    - Referat 3/2 IT und Software

### Wissenschaftlicher Beirat
Das IQS verfügt über einen wissenschaftlichen Beirat (§ 7 des IQS-Gesetzes) mit beratender Funktion, in den der Bildungsminister bis zu fünf „anerkannte Persönlichkeiten aus dem Bereich der universitären, hochschulischen oder außeruniversitären Bildungsforschung und Lehre“ entsendet, die „über Erfahrung in der Leitung einer facheinschlägigen Einrichtung und über hinreichende Kompetenzen in den vom Aufgabenbereich des IQS [...] umfassten Bereichen“ verfügen. Zu Mitgliedern des wissenschaftlichen Beirates wurden bestellt (Stand: Jänner 2022):
- Norbert Maritzen, ehem. Direktor des Instituts für Bildungsmonitoring und Qualitätsentwicklung (IfBQ) Hamburg, Vorsitzender des Wissenschaftlichen Beirats
- Christiane Spiel, Institut für Psychologie der Entwicklung und Bildung, Universität Wien, Stv. Vorsitzende
- Beatrix Karl, Rektorin der Pädagogischen Hochschule Steiermark
- Konrad Krainer, Institut für Unterrichts- und Schulentwicklung (IUS), Alpen-Adria-Universität Klagenfurt
- Petra Stanat, Direktorin des Instituts zur Qualitätsentwicklung im Bildungswesen (IQB) an der Humboldt-Universität zu Berlin